# Ноотропик
Ноотропиците (на английски: nootropics), също познати на английски като „smart drugs“, са медикаменти, добавки и други субстанции, които подобряват когнитивните функции. Обикновено подобрения на функциите са забелязват при концентрацията, паметта, изобретателността и прочее. Използването на подобен тип вещества от здрави индивиди е широко дискутиран въпрос, разделящ научната общност, тъй като засяга немалко проблематични точки, включително етични, здравословни, икономически и други. Въпреки това, ноотропиците придобиват все по-голяма популярност през последните години – само в САЩ продажбите от тях са надминали 1 млрд. долара през 2015 г.